# Róisín Murphy
Róisín Marie Murphy (Arklow, 1973. július 5. –) ír énekes-dalszerző és zenei producer, ismert a szokásostól eltérő zenéjéről, öltözködéséről és előadásairól. Először az 1990-es években lett ismert a Moloko elektronikus zenei duó egyik tagjaként, társával, Mark Brydonnal.
Azután, hogy a Moloko feloszlott, Murphy szólókarrierbe kezdett, megjelentetve a kritikusok által kedvelt debütáló szóló albumát, a Ruby Blue-t, amelyet Matthew Herbert experimentális zenésszel írt és adott elő 2005-ben. A második albuma, az Overpowered 2007-ben jelent meg.
Nyolc évnyi szünet után (melynek során számos kislemezt adott ki, vokál közreműködései és egyéb projektjei is voltak) adta ki harmadik albumát, Hairless Toys néven 2015-ben, melyet később Mercury Music-díjra és az ír Choice Music-díjra jelöltek. A következő évben megjelent a negyedik albuma, a Take Her Up to Monto.

## Életrajz

### A kezdetek
Murphy az írországi Wicklow megyében található Arklow-ban nőtt fel, római katolikus családban. Tizenkét éves korában családja átköltözött az angliai Manchesterbe. Murphyt lenyűgözte a ʽ60-as évek divatvilága, melyet régiségkereskedő édesanyja révén ismert meg, akivel sokat jártak bolhapiacokra és adományboltokba. Eltitkolta az énekhangját, mert nem szerette volna, hogy azt mondják róla, úgy énekel, mint Elaine Paige, miközben ő maga a Sonic Youthot és a Pixiest szerette hallgatni.
Három évnyi Manchesterben töltött idő után a szülei elváltak és visszaköltöztek Írországba. Murphy ragaszkodott ahhoz, hogy az Egyesült Királyságban maradjon, mert úgy vélte, az anyjának nincs elég ereje ahhoz, hogy gondját viselje. Ezután Murphy a legjobb barátjával élt egy éven át, amíg nem sikerült lakhatási támogatást kapnia és egy közeli lakásban élnie. Zaklatták az iskolában és összebarátkozott egy „különös srácok, akik feketében járnak” csoporttal, akik a The Jesus and Mary Chaint hallgatták. Murphy csatlakozott egy poszt-punk együtteshez, ami néhány előadás után feloszlott. Tizenhét évesen beiratkozott egy főiskolára és fontolgatta, hogy később művészeti iskolába megy. Elköltözött Sheffieldbe, ahol éjszakai klubokba kezdett járni és megihlették a Vivienne Westwood által tervezett ruhák, amiket a Trash nightklubban látott.

### 1994-2003: Moloko
Murphy találkozott 1994-ben egy bulin Mark Brydonnal, és úgy indította a beszélgetést, hogy "Tetszik neked a feszes pulcsim? Nézd milyen jól áll rajtam!" Brydon elvitte Murphy-t a saját stúdiójába, a Fon Studios-ba, ahol meghallgatta és fölvette az előadását, és tetszett neki Murphy színpadiassága. Randevúzni kezdtek és megalapították a Moloko-t, amivel az Echo Records kiadóhoz szerződtek, és a következő évben megjelentették debütáló albumukat, a Do you like my tight sweater?-t (Tetszik neked a feszes pulcsim?) Az album a Heather Phares (az All Music-tól) véleménye szerint a trip hop, a funk és az elektronikus dance zene kombinációja, néhány kortársukénál tréfásabb megközelítést használva. A második albumuk, az I Am Not a Doctor hasonló zenei hangzással bírt és a "Sing It Back" című daluknak Boris Dlugosch által készített remixe nemzetközi szinten ért el sikereket, és több mint 110 válogatásalbumon szerepelt. Murphy, ahelyett hogy fizetett volna Dlugosch-nak, segített a "Never Enough" című dal elkészítésében, ami a 16. helyet érte el a brit kislemezlistán 2001 júniusában.
2000 októberében a Moloko harmadik albumát, a Things to make and Do-t adta ki, több élő hangszerelést alkalmazva és változatos elrendezéssel a billentyűs Eddie Stevenstől.  Az album elérte a harmadik helyet a brit albumeladási listán, és a "The Time is Now" lett a legsikeresebb brit kislemezük, a második helyet elérve. Bár Murphy és Brydon szakítottak, de szerződésük értelmében kötelező volt folytatniuk az együttműködésüket jövőbeli albumaik elkészítésében. A 2003-as Statues megjelenése után Brydon kihátrált az album promóciójából, ezért azt Murphy végezte el. Habár nem adtak ki erre vonatkozó hivatalos nyilatkozatot a Moloko jövőjéről, Murphy ezt nyilatkozta a Q magazinban 2005 májusában (amit a Ruby Blue albuma kapcsán megismételt 2005 júliusában):

„Jó viszonyban váltunk el egymástól egy sikeres turné után. Kezet ráztunk, mondva, "később találkozunk", és azóta sem beszéltünk egymással. Nem tudom újra összejövünk-e. Jómagam nem nem szeretném.”

### 2004-05:Ruby Blue
Murphy elkezdett dolgozni a szólókarrierjén, közreműködve más előadóművészekkel, úgy mint a Handsome Boy Modeling School-lal, és Boris Dlugosch-sal, akinek a "Never Enough"-ot énelkelte el, amely hatalmas klubsláger lett, a top hármas élmezőnyt ostromolva az amerikai Hot Dance Club Play slágerlistán.
Murphy felvette az első szólóanyagát 2004-ben Matthew Herbert producerrel, aki korábban Moloko-számokhoz készített remixeket. Murphy újra dolgozni szeretett volna vele, véleményét így fejezte ki: "ez nagyon természetes… mert Matthew a dolgokat gyorsabbá és egyszerűbbé teszi." Azután, hogy néhány dalt rögzítettek, Murphy megállapította, hogy élvezte a Herberttel közös munkát, és a kiadója, az Echo Records szabadon engedte dolgozni határidők nélkül. Amikor bemutatta nekik az új albumát, furcsának találták és egyik dalról sem érezték úgy, hogy kislemezként sikeres lehetne. A művészeti testület javasolt némi változtatást, hogy rádióbarátabbak legyenek a dalok. Ezt Murphy visszautasította, állítva, hogy "olyan letisztultan akarja hagyni a dalokat, amennyire lehetséges". A kiadó később mégis támogatta őt.
Murphy 2005 júniusában megjelentette debütáló albumát, a Ruby Blue-t. Ezt megelőzően a számok az albumról három limitált kiadásban voltak elérhetőek, vinyl formában jelent meg a Sequins #1, Sequins #2 és a Sequins #3. A középlemezek megjelenését Simon Henwood londoni kiállítása előzte meg, ahol Murphy festményei is szerepeltek (Henwood festményei közül néhányat felhasználtak a lemezborítókhoz). A cím egy szójátékon alapul, sequin=flitter, sequence=sorrend. Henwood két videóklipet is rendezett az album kislemezeihez, az "If We’re in Love"-hoz és a "Sow into You"-hoz.
A Ruby Blue tartalmazott mindennapi tárgyak és tevékenységek keltette hangokat, mint például kozmetikumokat, réztárgyakat, táncot és dísztárgyakat. Ez az az elektronikus zene, amiről a Moloko ismert lett, a jazz és a pop stílus összevegyítve. Bár az album kereskedelmileg megbukott, mégis jó fogadtatást kapott kritikailag. A Pitchfork Media szerint "egy tökéletes, végső elegye az emberi melegségnek és a technikai szakértelemnek."

### 2006-2008:Overpowered

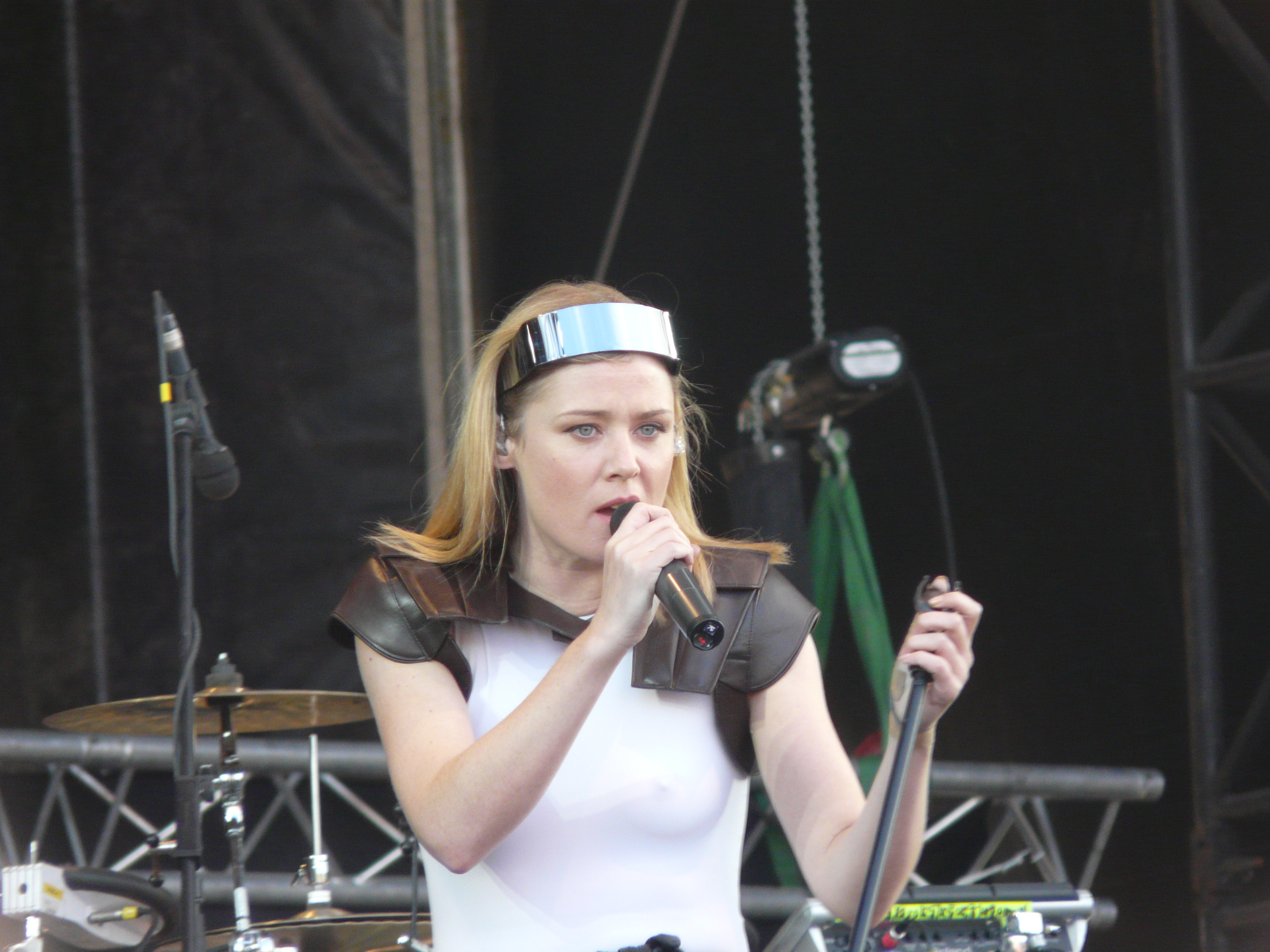
At Sziget 2008

2006 májusában Murphy a weboldalának a fórumán bejelentette hogy az EMI kiadóhoz szerződött és új anyagon dolgozik. Az első kislemez, az "Overpowered" 2007. július 2-án jelent meg. Az "Overpowered"-öt Murphy és Paul Dolby (Seiji) a Bug in the Attic-ből szerezte és Tom Elmhirst (Amy Winehouse, Röyksopp, Grace Jones) mixelte. A kislemez számos remixet tartalmazott, mint például Seamus Haji, Kris Menace, Hervé és Loose Cannons remixeit. A második kislemez, az Andy Cato közreműködésével készült "Let Me Know" szeptemberben jelent meg, és az Overpowered című album kisvártatva követte.
2007 szeptemberében Murphy-t az MTV Europe Music Awards-on legjobb fellépés kategóriában jelölték, de végül nem nyerte meg. A "Let Me Know" című slágert a Friday Night with Jonathan Ross című műsorban adta elő 2007. október 5-én.
Murphy szemsérülést szenvedett 2007. október 27-én oroszországi turnéja közben, amikor az Overpowered-öt népszerűsítette. Kénytelen volt lemondania a turnéja későbbi előadásait. Fellépett 2008-ban a Sziget Fesztiválon.

### 2009-2014: szünet
Annak ellenére, hogy gondja akadt az EMI-vel, Murphy 2008 augusztusában azt mondta egy interjúban, hogy a harmadik szóló stúdióalbumán dolgozik. Azt is elmondta, az Overpowered producerével, Seijivel dolgozik együtt, aki álmos, szintetizátoros hangulatot fog adni az albumnak. 2008-ban egy feldolgozást készített egy Bryan Ferry-dalhoz, a Slave to Love-hoz, ami egy Gucci kampányban szerepelt, és csak a Movie Star című promóciós kislemezen jelent meg.
2009. július 17-én a BBC 6 Music-on az énekesnő azt nyilatkozta, hogy új kislemeze jelenik meg nyár végén, "Demon Lover" címmel. Murphy elmondása szerint a dal olyan akár egy funkos house szám, feltuningolva csupa garage dallammal. A harmadik albumáról azt mondta, hogy "elég karakán, némi londoni hangzással, egy kicsivel több urbannal és basszussal mint az Overpowerednél". Ugyanezen a napon a blogjában nyilvánosságra hozta azon hírt, hogy az első gyermekét várja.
Murphy új anyagot mutatott be Londonban, előadva a "Momma’s Place"-t és a "Hold Up Your Hands"-et. A hivatalos fórumán bejelentette, hogy írt néhány új dalt, köztük a "Leviathan (Do It Yourself)"-et, többek között a producer Apollo Andel-lel. November 2-án az "Orally Fixated" című dalát mutatta be a Myspace oldalán. A dal november 16-án jelent meg. A The Guardian felajánlásában a dalt november 12-étől 48 órán át ingyen le lehetett tölteni.
2010 januárban az Entertainment Weekly magazinnak adott interjújában Murphy azt mondta, "Először is, most nem készítettem új albumot. Egy jó néhány számot felvettem, de nem terveztem többet annál, hogy dalokként adjam ki őket. Békén hagytam őket, hadd éljék a saját életüket, és néztem, hogy él meg a zene magában, videóklipek vagy különösebb promóció nélkül. Ez inkább csak arról szól, hogy a dalok hogyan állják meg a helyüket, úgy, hogy békén vannak hagyva."
2010. március 8-án, a Crookers megjelentette új albumát, a Tons of Friends-et, ami Murphy-vel készült, a "Royal T" illetve a "Hold Up Your Hand" című dalokban működött közre.
2010. április 6-án David Byrne és Fatboy Slim elindították Here Lies Love projektjüket, amiben Murphy a "Don’t You Agree?" című dalban működött közre.
Murphy összedolgozott a holland DJ Masonnal a "Boadicea" című dalban, amely 2011 március 21-én jelent meg. Tony Christie-vel is összedolgozott, a "7 Hills" (2010 decemberében jelent meg) és a "The Feeling", illetve a "Dance for the Lights" (2011 júniusában jelentek meg) című dalokban. Ugyancsak 2011-ben azt nyilatkozta az XOXO magazinnak, hogy új zenéken dolgozik és a közeljövőben kész megjelentetni azokat. Azt is kijelentette, hogy az új zenéje "mélyebb rétegekből" érkezik mint legutóbbi, Overpowered albuma esetében. 2011 decemberében került online kiadásra a "Simulation" című száma, amit "egy elismert észak-angliai producerrel" közösen készített el. A "Golden Era"-t David Morales-szel adta ki 2012 májusában, a "Simulation"-t 2012 augusztusában. A Luca C & Brigante-val közös "Flash of Light" 2012 októberében jelent meg, a "Look Around You" 2013 áprilisában, a Hot Natureddel közös "Alternate State" 2013 augusztusában, a "Leviathan" a Freeform Five-val 2014 februárjában, az "Invisions" Luca & Brigantevel 2014 decemberében, a "Jealousy" két verzióban: House és Disco Mix-ben 2015 májusában és az "In My Garden" az Invisible Cities-zel 2015 novemberében. Új album és turné 2016-ban.

### 2014-jelenleg:Mi Senti, Hairless ToysésTake Her Up to Monto
2014-ben nyilatkozta egy interjúban Rory Hall ír rádiós műsorvezetőnek (aki most a Spin South Westnél dolgozik), hogy új projektet indított útjára:

„Hihetetlenül tevékeny voltam mostanában. Most fejeztem be egy anyagot, Mi Senti néven. Ez egy olasz nyelvű projekt amelyben olaszul énekelek. Májusban jelenik meg. Dolgozok egy albumon, egy Róisín Murphy albumon, ami jónak tűnik. Van egy kislemezem, a Leviathan, ami az Eskimo Records-nál fog hamarosan megjelenni. Csinálok egy másik house zenei középlemezt. Szóval, igen. Lustálkodtam hosszú időn át. Van két gyermekem. De egyszer mindennek eljön az ideje.”

2014 májusában Murphy egy hatszámos középlemezt adott ki, a Mi Senti-t, korábbi olasz popslágerekkel. Az EP május 24-én jelent meg Írországban, a széleskörűbb forgalmazása előtt, ami május 28-án történt Olaszországban.
2015. február 16-án az énekesnő a SoundCloud oldalán hozta nyilvánosságra nyolc év szünet után az első számát a harmadik stúdió albumáról. A májusban megjelent album jó kritikákat kapott. Murphynek az albumról alkotott véleménye:

„Régi vágyam volt készíteni egy kétségtelenül kifinomult lemezt. Ez egy többrétegű, elektronikus és élő hangszerelésű lemez, zeneileg olyan helyekre jut el, mint a popzene soha. Érzelmileg csupasz, iróniával tarkítva. Én nem voltam elszánva, hogy különösebben egyedit készítsek, de ez tényleg olyan, amit sosem hallottál ezelőtt. Vagyis ezt lehetetlen körülírni, de azt mondhatom, hogy bensőséges.”

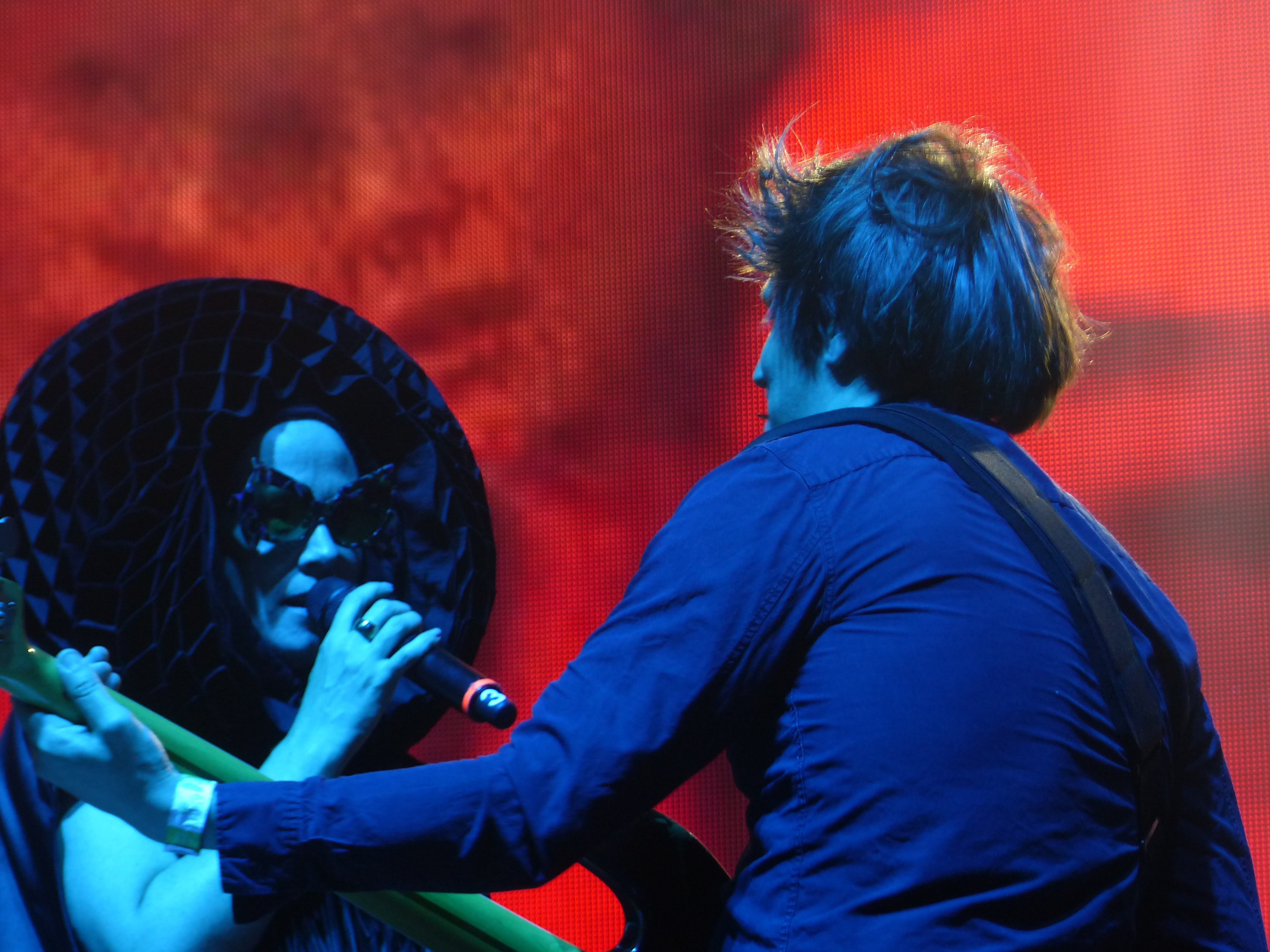
Róisín Murphy az A38 Színpadon

2016. március 1-jén, a Facebook oldalán Murphy bejelentette, hogy egy új albummal lett kész egy amszterdami stúdióban. A Take Her Up to Monto 2016. július 8-án jelent meg. Számos fesztiválon szerepel, köztük a Glastonbury-n és a Szigeten is.

## Művészeti tevékenység
Az Electonic Beats szerint Murphy "ennek a kamasz évszázadnak az igazi artpop királynője", akinek "érzéki és egyúttal baljós zenei teljesítménye különböző műfajokra és hangulatokra szóródik szét".
Az AllMusic szerint Murphy "a kalandos, mindent felfaló popzene ügyvivője, ami keveredik a disco-val és a dixielanddel". Az ausztrál OutInPerth újság, mint az avantgárd írországi királynője emlegeti Murphyt. A Drowned in Sound online magazinnál dolgozó Giuseppe Zevolli azt írja Murphyről, hogy "a pop, a house és a disco műfajokat avantgárd fogékonysággal gyúrja egybe; elbűvölő, alakváltoztató vizuális kisugárzása van, ami soha nem szűnik meg provokatívnak lenni". Mark Fisher kritikus meghatározása szerint Murphy zenéje glam eredetű, ami a Roxy Music, Grace Jones és a New Romantics zenéjéből tartalmaz elemeket, megjegyezve, hogy Murphy különösen figyel a ravaszságára és a személyiségére.
A Moloko korai munkáira az elektronikus zene és a trip-hop volt hatással, míg át nem tért egy egységesebb hangzáshoz. Murphy változatos egyéni munkái tartalmazzák az Matthew Herbert jazz dalszerzővel és az Eddie Stevens elektronikus zenei producerrel közös munkáit, változatosan ötvözve a house zenét, a ballroom kultúrát és az avantgárd elektronikát. Murphynek jazzes hangja van, az alt tartományban. Heather Phares szerint "a hangok és textúrák vad, változatos kombinációja, a közömbösen fagyostól a pompásan dallamoson át a vidáman szokatlanig". Murphy-re a legnagyobb hatással a Sonic Youth (különösen Kim Gordon), a Pixies, a Talking Heads és Grace Jones voltak.
Murphy excentrikus és ötletgazdag divatstílusát jelentős figyelem és elismerés övezi. Az Electronic Beats megemlíti Murphy hírnevét, "mellyel az avantgárd öltözködési stílust elfogadtatta a divat elit helyein is".

„Murphy a glam-popzene száműzött hercegnője.”

 — Mark Fisher, Fact magazin

## Magánélet
Murphynek Mark Brydonnal, a Moloko együttes tagjával volt kapcsolata. Simon Henwood előadóművésztől 2009. dec. 15-én lánya született, Clodagh. Jelenleg kapcsolatban él Sebastiano Properzi-vel, akitől Tadhg nevű, második gyermeke született 2012 szeptemberében. Londonban él.

## Fordítás
- Ez a szócikk részben vagy egészben  a   Róisín Murphy című angol Wikipédia-szócikk fordításán alapul.  Az eredeti cikk szerkesztőit annak laptörténete sorolja fel. Ez a jelzés csupán a megfogalmazás eredetét és a szerzői jogokat jelzi, nem szolgál a cikkben szereplő információk forrásmegjelöléseként.